# لایکا ام مونوکروم

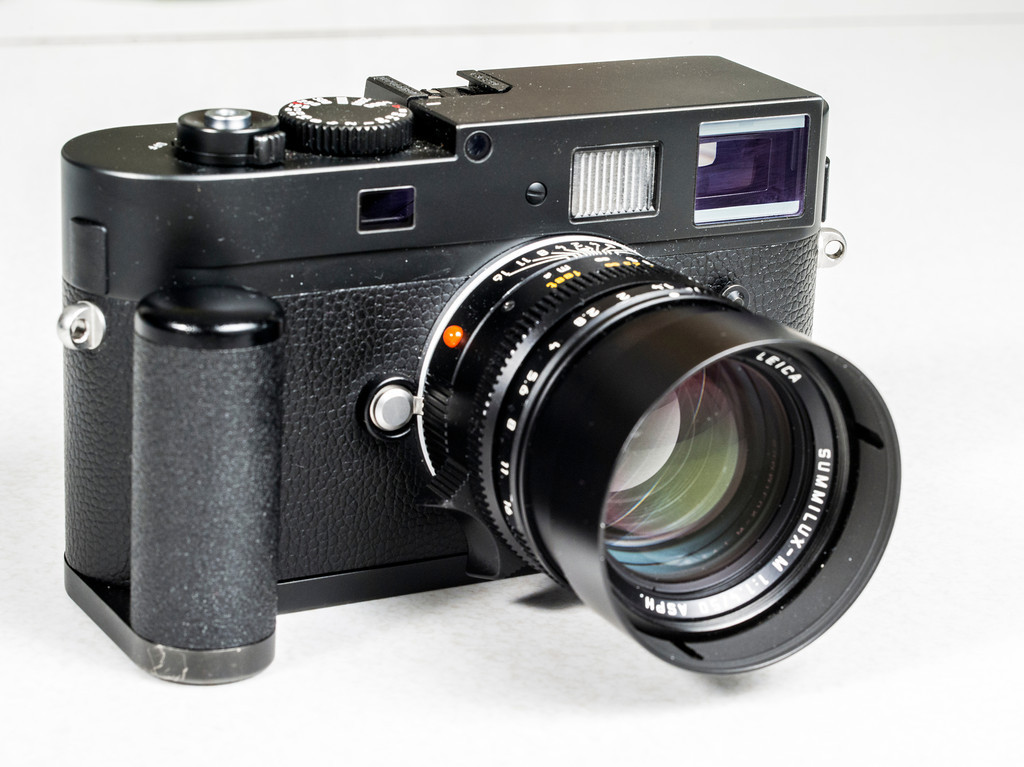
سازنده مشهور دوربین آلمانی لایکا این دوربین رده بالا به ارزش 1200000 ین (12000 دلار آمریکا) را به دانش آموز دبیرستانی که جامعه اش در اثر سونامی ویران شده بود، هدیه داد.

لایکا ام مونوکروم (به انگلیسی: Leica M Monochrom) یک دوربین عکاسی ساخت شرکت لایکا است.